# Teodor Dzierzbicki
Teodor Dzierzbicki herbu Topór (ur. ok. 1720) – członek Generalności konfederacji barskiej w 1771 roku, marszałek województwa łęczyckiego w konfederacji barskiej, regimentarz partii sandomierskiej wojska skonfederowanego i konsyliarz w konfederacji barskiej w 1769 roku,  starosta wartelski. 
Był trzecim z czterech synów Marcina, podczaszego łęczyckiego i Katarzyny z Branickich, bratem Aleksandra i Szymona. Od 1758 był paziem królewicza Karola Krystiana. W 1763 towarzyszył mu w drodze do Drezna, po wypędzeniu Karola Krystiana przez Rosjan z Księstwa Kurlandii i Semigalii. W 1764 podpisał elekcję Stanisława Augusta Poniatowskiego. Teodor otrzymał starostwo wartelskie na Litwie. Poseł na sejm 1766 roku z województwa łęczyckiego. Wiosną 1769 pod wpływem Kazimierza Pułaskiego przystąpił do konfederacji barskiej. 30 maja w Sądowej Wiszni wybrany konsyliarzem województwa ruskiego przy marszałku Ignacym Potockim. Z własnych funduszy wyekwipował 200-osobowy oddział powstańczy. Po przyjeździe Charles François Dumourieza, 16 sierpnia 1770 powołany do Rady Wojennej w Preszowie. 18 maja 1771 wybrany marszałkiem województwa łęczyckiego. W lutym  1772 opanował na krótko Wawel. W maju po ogłoszonym rozbiorze poddał Lanckoronę Austriakom, aby tam nie wpuszczać Rosjan. 
W 1782 został kawalerem Orderu Świętego Stanisława. 
Posłował na Sejm w 1784, w 1786 wybrany do Rady Nieustającej.
Znika z widowni w dobie sejmu czteroletniego. Dalsze jego losy nie są znane.